# Landschaftsschutzgebiet Wintertal/Escherfeld

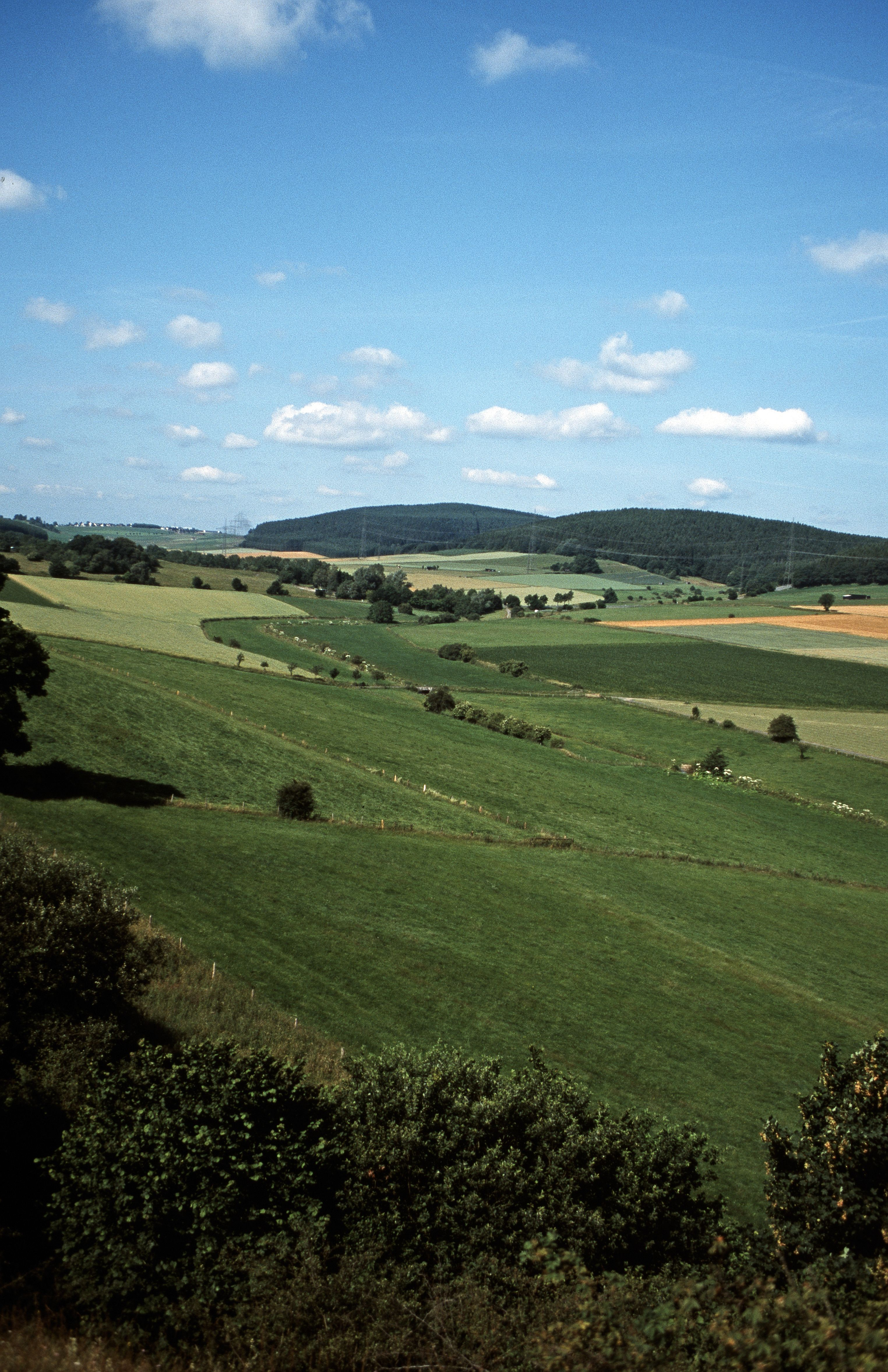
Landschaftsschutzgebiet Wintertal / Escherfeld

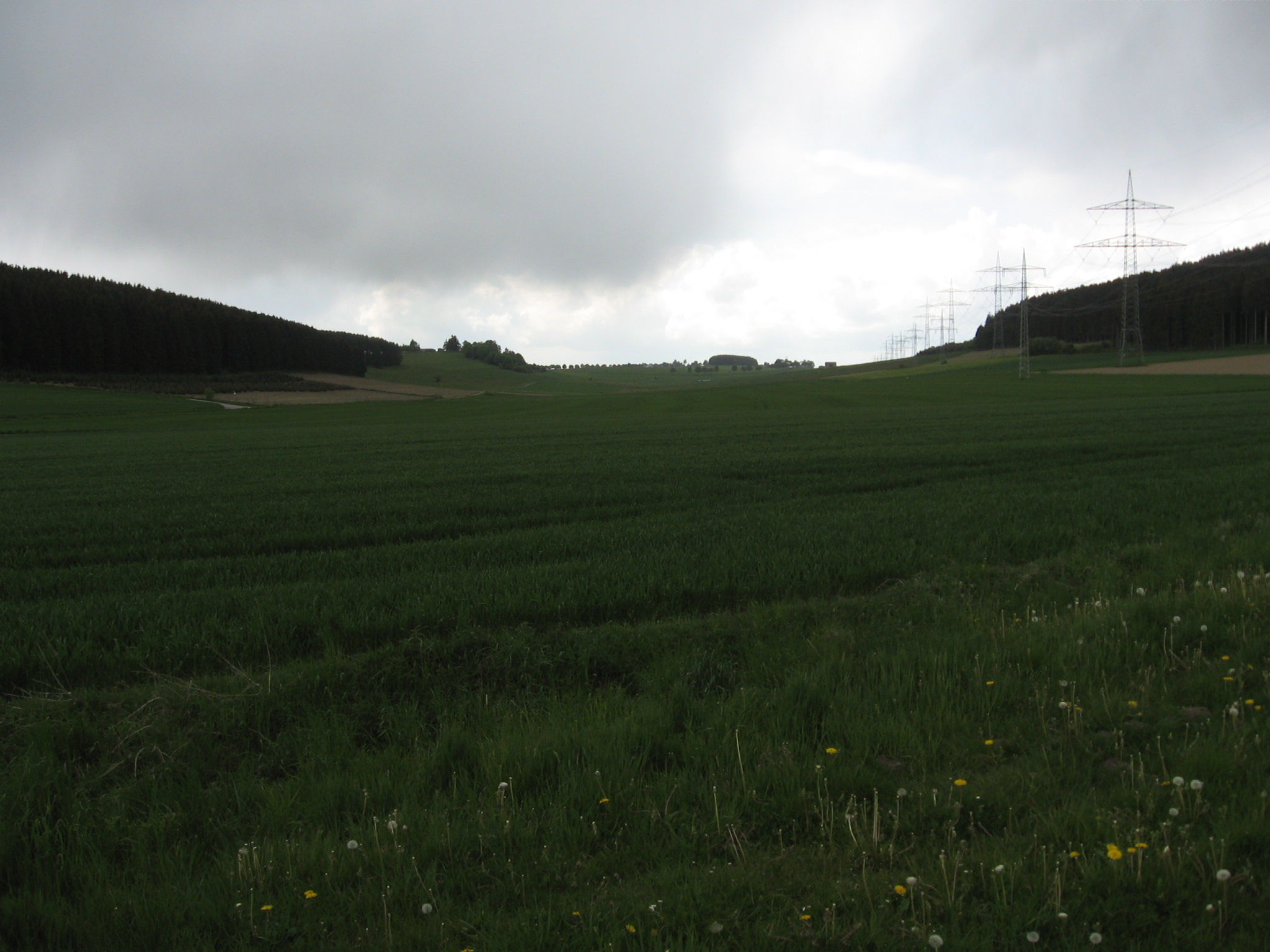
Landschaftsschutzgebiet Wintertal / Escherfeld

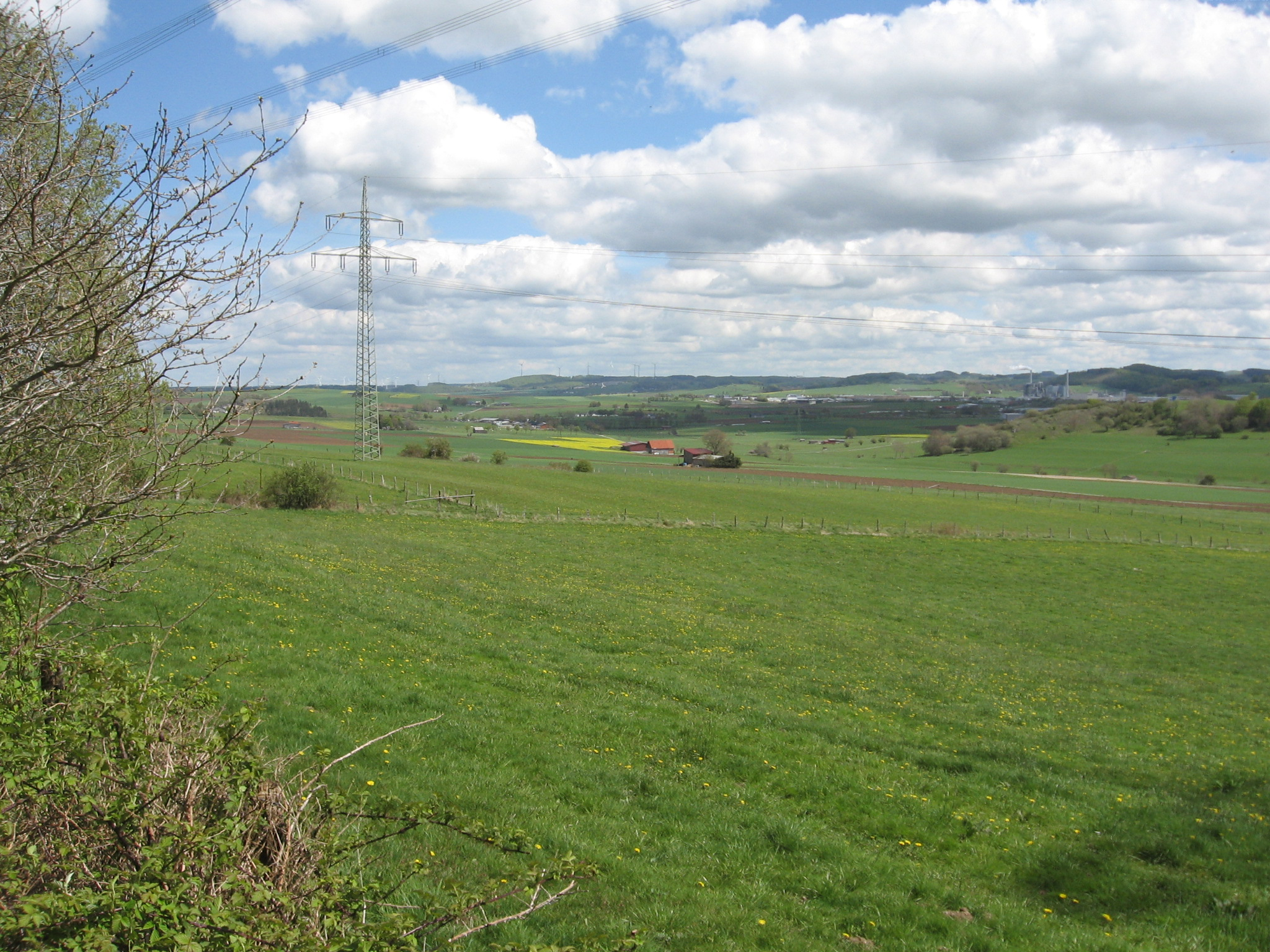
Landschaftsschutzgebiet Wintertal / Escherfeld

Das Landschaftsschutzgebiet Wintertal / Escherfeld mit 482 ha Größe liegt zwischen Altenbüren und dem Möhnetal im Stadtgebiet Brilon. Das Landschaftsschutzgebiet Wintertal / Escherfeld wurde 2008 mit dem Landschaftsplan Briloner Hochfläche durch den Hochsauerlandkreis als Landschaftsschutzgebiet (LSG) ausgewiesen. Das Landschaftsschutzgebiet besteht aus zwei Teilflächen.

## Beschreibung
Das LSG wird fast ganz landwirtschaftlich genutzt, dabei überwiegen Ackerflächen als Nutzung. Mitten im Landschaftsschutzgebiet Wintertal / Escherfeld befinden sich das Naturdenkmal Schwalgloch Wintertal und Naturdenkmal Doline Wintertal. Das kleine Naturschutzgebiet Haar grenzt nördlich, westlich und südlich direkt an das Landschaftsschutzgebiet Wintertal/Escherfeld. Im westlichen Bereich grenzt es direkt an Altenbüren, im Süden an die B 7 und im Osten an die B 480. Neun landwirtschaftliche Betriebe liegen wie Inseln im Gebiet, wobei die Betriebsgelände nicht zum LSG gehören. Das Landschaftsschutzgebiet grenzt im Norden an das Naturschutzgebiet Talsystem der Glenne und das Naturschutzgebiet Goldbachtal. Sonst grenzen Landschaftsschutzgebiete wie das Landschaftsschutzgebiet Briloner Kalkplateau und Randhöhen und das Landschaftsschutzgebiet Grünlandverbund Aa an, wobei der Grünlandverbund Aa das LSG in drei Teilflächen teilt.

## Gebote
Laut Ausweisung sind verschiedene Gebote festgesetzt worden. Das LSG ist durch landwirtschaftliche Nutzung und Pflegemaßnahmen von Bewaldung freizuhalten. Brachflächen sind abschnittsweise im Turnus von drei Jahren zu mähen, um eine Verbuschung zu verhindern. Dabei darf nicht vor dem 1. August gemäht werden, um Bruten nicht zu vernichten. Bei der Mahd ist das Mähgut abzutransportieren. Auf Obstweiden sind, falls notwendig, Obstbäume nachzupflanzen. Abgestorbene Obstbäume sind als Habitatbäume zu belassen. Die Hecken sind alle 10 bis 15 Jahre „auf den Stock“ zu setzen, wobei Einzelbäume zu belassen sind. Die Heckenarbeiten dürfen nur vom 1. Oktober bis 28. Februar durchgeführt werden.

## Rechtliche Rahmen
Das LSG Wintertal / Escherfeld wurde als LSG Typ B, Ortsrandlagen und Landschaftscharakter, ausgewiesen. Es ist unter anderem das Errichten von Bauten verboten. Auch Erstaufforstungen sowie die Neuanlage von Weihnachtsbaumkulturen, Schmuckreisig- und Baumschulkulturen sind verboten. Im Stadtgebiet von Brilon gibt es im Landschaftsplangebiet Briloner Hochfläche 14 Landschaftsschutzgebiete vom Typ B mit einer Fläche von 2.885 ha.